# Tjako van Schie

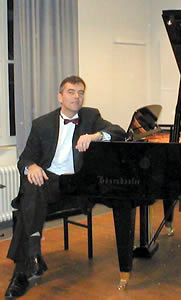
Tjako van Schie

Tjako van Schie (* 17. April 1961 in Coevorden) ist ein niederländischer Pianist und Komponist.

## Leben
Tjako van Schie ist am Konservatorium von Zwolle ausgebildet worden. Danach besuchte er mehrere Meisterkurse, unter anderem bei dem New Yorker Pianisten Jacob Lateiner.
Seit 1994 ist er Korrepetitor am Conservatorium van Amsterdam und seit 1999 hat er eine Gastprofessur am Konservatorium in Porto (Portugal). 2001 führte ihn eine Tournée in die Volksrepublik China.  Im gleichen Jahr gab er Konzerte in den Niederlanden und in Portugal zusammen mit dem Orquestra Portuguesa de Saxofones, auch bekannt als Vento do Norte.
Van Schie ist auch Komponist und Arrangeur. Er schrieb Kompositionen für unterschiedliche Ensembles und bearbeitete klassische Musik für neue Instrumentationen. Zum Beispiel bearbeitete er Kompositionen von Robert Schumann für Piano und Saxophon-Ensemble.
Van Schie lebt in der niederländischen Provinz Overijssel.

## Aufnahmen
- CD: The Goldberg Variations BWV 988 of Johann Sebastian Bach (1991)[2]
- Koninginnedagconcert – CMK, mit The Coevorder Mannenkoor (1991)
- Overijssel Zingt (double cd) – MIRASOUND, mit sämtlichen Chören von Overijssel (1993)
- CD: Shtil di nakht iz oysgeshternt – Yiddishe Musik aus der Gettos und Konzentrationslager, 1995, EMI, 2005 neu herausgegeben von EMI: Tjako van Schie – piano & Adriaan Stoet – viole
- CD: Water bron van leven, 1998, Kompositionen für Piano von mehreren Komponisten zum Thema „Wasser“, mit 4 seiner Kompositionen und einem Piano-Solo von Bedřich Smetanas Die Moldau aus Má Vlast
- Akoestisch signaal  – MIRASOUND, mit dem niederländischen Polizeichor von Drenthe (1996)
- Shtil di nakht iz oysgeshternt – EMI, Neuauflage (2005)
- Die Geigen, ja die Geigen! – GILL/SONY, mehrere Komponisten (Adriaan Stoet-violin & Tjako van Schie-piano) (2008)
- Zu erscheinen: cd Vocalise – Brilliant, mit Bariton Saxophone Spieler Henk van Twillert (2009)